# 辽阳保卫战 (1946年冬春)
辽阳保卫战 是1946年2月至3月间，国军新六军从辽西向东进攻辽阳等地，与东北民主联军辽东军区进行的一场战役。

## 历史

### 第一阶段：辽东军区主动出击
1946年1月20日新六军由上海登船北上在秦皇岛登陆。1946年2月初，国军出关的3个军：52军、新六军和13军一部，共6个师，沿北宁铁路向辽宁进攻。先后攻占营口、盘山、台安、辽中、苏家屯。其中新六军主力新编第22师进攻辽中、台安、新开河、沙岭等地，企图攻占辽阳。
东北民主联军辽东军区指挥所属第三纵队、第四纵队，抗击新编第22师进攻，保卫辽南。部署为：
- 三纵九旅配属八旅之二十四团和辽宁保安第三旅第七团，出辽阳向进占妈妈街（今属肖寨门镇最南的行政村）、辽中县城地区之新22师64团反击；
- 三纵八旅由辽阳向台安县东南之六间房（新开河镇东部行政村）、康家屯（新开河镇东部行政村）、新开河地区之新22第65团反击；
- 四纵配属三纵七旅向沙岭子地区之新22师第66团反击。

2月16日入夜在预定地域战斗全面打响。战斗经过如下：
- 九旅二十七团在兄弟部队配合下，以突然袭击动作，经三昼夜连续战斗全歼徐家屯（辽中县城东南的行政村）守军64团第三营。九旅于19日攻打辽中县城，因轻敌伤亡过大而撤出战斗；
- 八旅二十三团给六间房驻守的第65团第三营以歼灭性打击；
- 七旅于15日全歼盘山县城国民党守军一个营；
- 四纵第十、十一旅6个团与进到盘山以东沙岭地区的新22师第66团指挥的2个营及师机炮营、教导营共2000余人2月16日17时开始战斗。2月19日，第三纵队撤出战斗，国军也撤回盘山县城。沙岭战斗历时两昼三夜，国军傷亡674名，东北民主联军伤亡2157人。[1]

辽阳保卫战第一阶段的主动出击作战结束后，三纵、四纵短期休整。

### 第二阶段：两路夹攻辽阳
1946年3月11日，苏军撤出沈阳，当日国军进入沈阳。新六军第14师从沈阳，沿中长路向南进攻辽阳。为此，三纵部署：
- 三纵九旅于苏家屯、黑林台（今属苏家屯区红菱堡镇西侧行政村）地区组织防御；
- 三纵八旅在灯塔县西部的北沙河两岸自北向南展开于大小东山堡（今属古城子街道）、大黄金屯（今属柳条寨镇）、小黄金屯（今属古城子街道）、前烟台（今属古城子街道）、后烟台（今属佟二堡镇）、河洪堡（今属王家镇）地区。

3月20日，新22师从辽中县向辽阳进攻，第64四、第65团进抵辽阳城西的黄泥洼、大沙岭一带，第66团进抵辽阳城区西北石桥子（今属祁家镇的行政村）一带，遭四纵第11旅的阻击。由于新22师兵力火力占优，第11旅不得不后撤。3月21日12时，新22师的两个团进至辽阳火车站，第11旅第33团阻击3个小时，掩护辽阳市县两级政府和友邻部队安全转移后，撤离辽阳。新六军占据辽阳市。

### 第三阶段：鞍山保卫战
此时，东北民主联军第三纵队用于本溪保卫战。
东北民主联军第四纵队为抗击新六军从辽阳市南进鞍山，部署为：
- 第十一旅32团于辽阳城西南首山堡布防；34团于辽阳城南的西八里庄（位于东宁卫乡）集结，31团、33团于首山堡南布防；第四纵队警卫团于沙河布防；
- 急调十旅由牛庄北上鞍山
- 调原驻大孤山、庄河之十二旅第35、第36团到鞍山。

新六军未直接进攻四纵阵地，而是等待各路进攻部队到位。1946年3月底，新六军第14师、新22师、九十四军第5师及七十一军第88师分路向辽南进攻
- 左路新六军第14师、新22师于3月31日由辽阳南下鞍山。4月2日，新六军佯攻首山、沙河阵地，主力迂回鞍山，与十二旅第35团在市内巷战。当日黄昏新六军占领鞍山。
  - 第14师于首山一带遭十一旅第32团杀伤400余人，未能突破防御阵地；
  - 新22师在沙河一带与四纵警卫团作战，七次进攻，未能突破防御阵地。
  - 第七十一军第88师和第九十四军第5师进攻海城、营口、大石桥等地。由于原在营口牛庄的东北民主联军第四纵队第十旅北上鞍山，1946年4月1日，国军占领营口。

占领营口后，按照国民政府规定的“日伪政权改变的体制一律恢复”的原则下，营口市又改回营口县旧称。后经辽宁省第21次政务会议决定，将营口作为省辖市，委任方忍之为营口市长；成立国民党营口市党部，书记长王惠久。又成立了三青团营口市分部、地方法院、警察局、宪兵分团、保安队、军警联合稽查处等机构和国防部保密局营口情报组、东北保安司令长官部绥靖二大队营口绥靖组、国防部二厅294组、中统营口分区、水陆检查站、新民协会、青年爱国同盟等机构。